# Потерянная честь Катарины Блюм
«Потерянная честь Катарины Блюм» («Поруганная честь Катарины Блюм», полное название: «Потерянная честь Катарины Блюм или Как возникает насилие и к чему оно может привести», нем. «Die Verlorene Ehre der Katharina Blum oder: Wie Gewalt entstehen und wohin sie führen kann») — роман Генриха Бёлля 1974 года. Экранизирован немецкими режиссёрами Фолькером Шлёндорфом и Маргарет фон Тротта в 1975 году (см. Потерянная честь Катарины Блюм (фильм)).

## Сюжет
Молодая немка Катарина Блюм влюбляется в молодого человека, который оказывается террористом (очевидно, той же левой идеологической направленности, что и RAF), и они проводят вместе ночь в её квартире. Утром в квартиру врывается полиция в поисках террориста, но его там уже нет. С Катариной обращаются грубо, её арестовывают, а крупный таблоид, в погоне за сенсационным материалом, печатает про неё публикации в худших традициях «жёлтой прессы», что делает ей жизнь совершенно невыносимой. В конце повествования Катарина убивает ответственного за эти публикации журналиста.

## О ситуации в Германии во время написания романа
В 1970-х годах в политике Германии была атмосфера паники по причине деятельности левой террористической организации «Фракция Красной Армии» (RAF). Её жертвами нередко становились высокопоставленные чиновники и политические правые.
Журналистская практика таблоида схожа с методами скандальной немецкой газеты «Bild-Zeitung». В предисловии к роману Генрих Бёлль называет такое сходство «не намеренным и не случайным, но неизбежным». Бёлль также написал открытое письмо, опубликованное в 1972 году, в котором назвал обзор и оценку деятельности «Фракции Красной Армии» в «Bild-Zeitung», в частности, «голым фашизмом».

## Переводы
- Эсперанто: Рихард Шульц, 1978